# Am Palais 1 (Weimar)

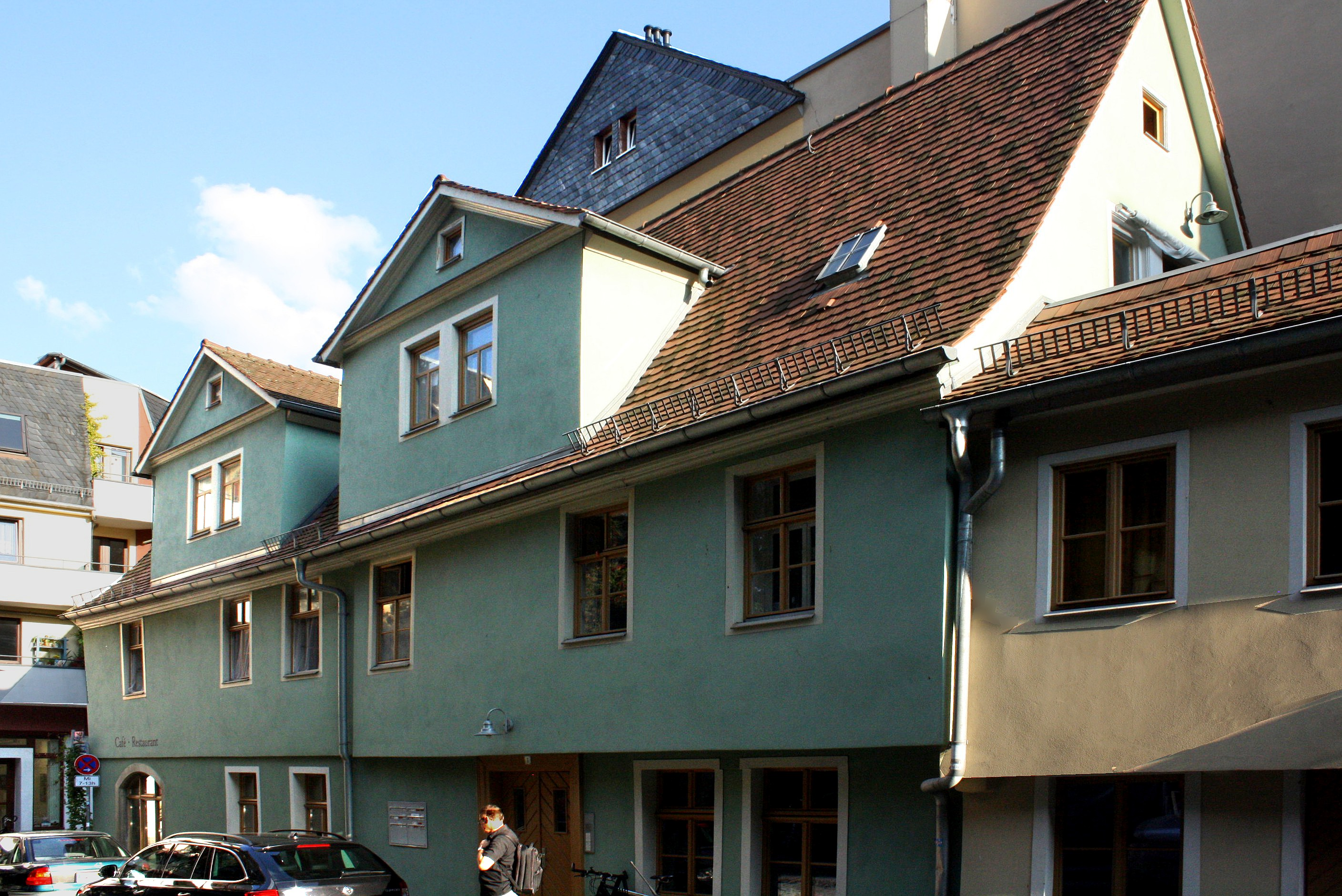
Haus Am Palais 1 mit kleinerem Anbau rechts

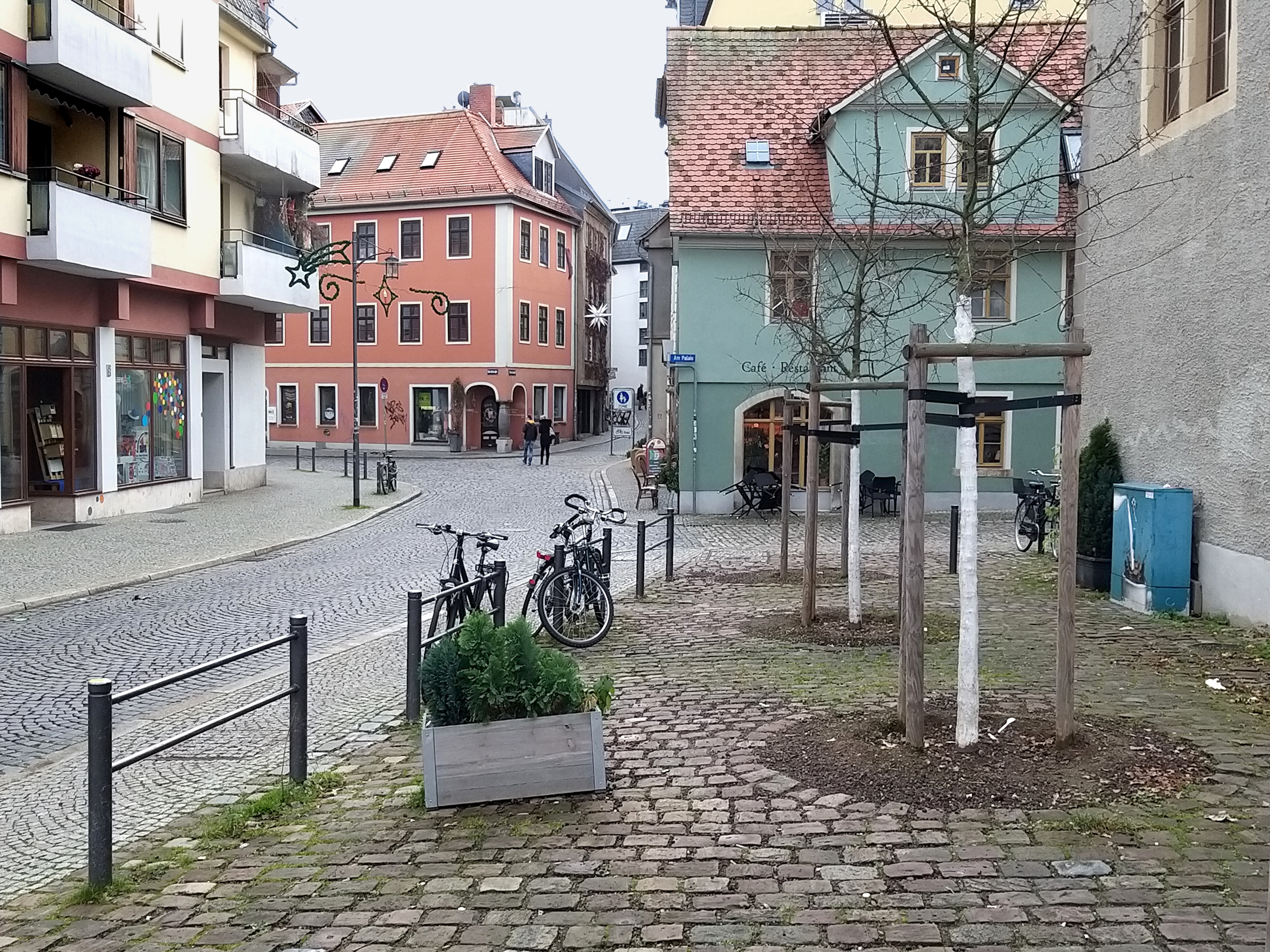
Das grüne Haus Am Palais 1 in der Bildmitte rechts

Das Haus Am Palais 1 in Weimar ist ein Gebäude aus dem 15. Jahrhundert. 
Nach einer aufwendigen Rekonstruktion des Wohnhauses aus dem 15. Jahrhundert durch die privaten Eigentümer wurde im Jahr 1999 im Erdgeschoss die Crêperie du Palais eingerichtet. Der Straßenname Am Palais weist darauf hin, dass sich das Gebäude unweit des Wittumspalais befindet. Die Straße Am Palais zweigt als Fortsatz von der Marktstraße nördlich der Windischenstraße ab und endet in einer Sackgasse, von der aus über eine Treppe der Durchgang zur Schillerstraße möglich ist.
Das Gebäude mit Satteldach und großen Gauben steht auf der Liste der Kulturdenkmale in Weimar (Einzeldenkmale). 